# 1357 Khama
1357 Khama eller 1935 ND är en asteroid i huvudbältet som upptäcktes 2 juli 1935 av den sydafrikanske astronomen Cyril V. Jackson i Johannesburg. Det har fått sitt namn efter Khama III.
Asteroiden har en diameter på ungefär 38 kilometer.